# Tahimetru

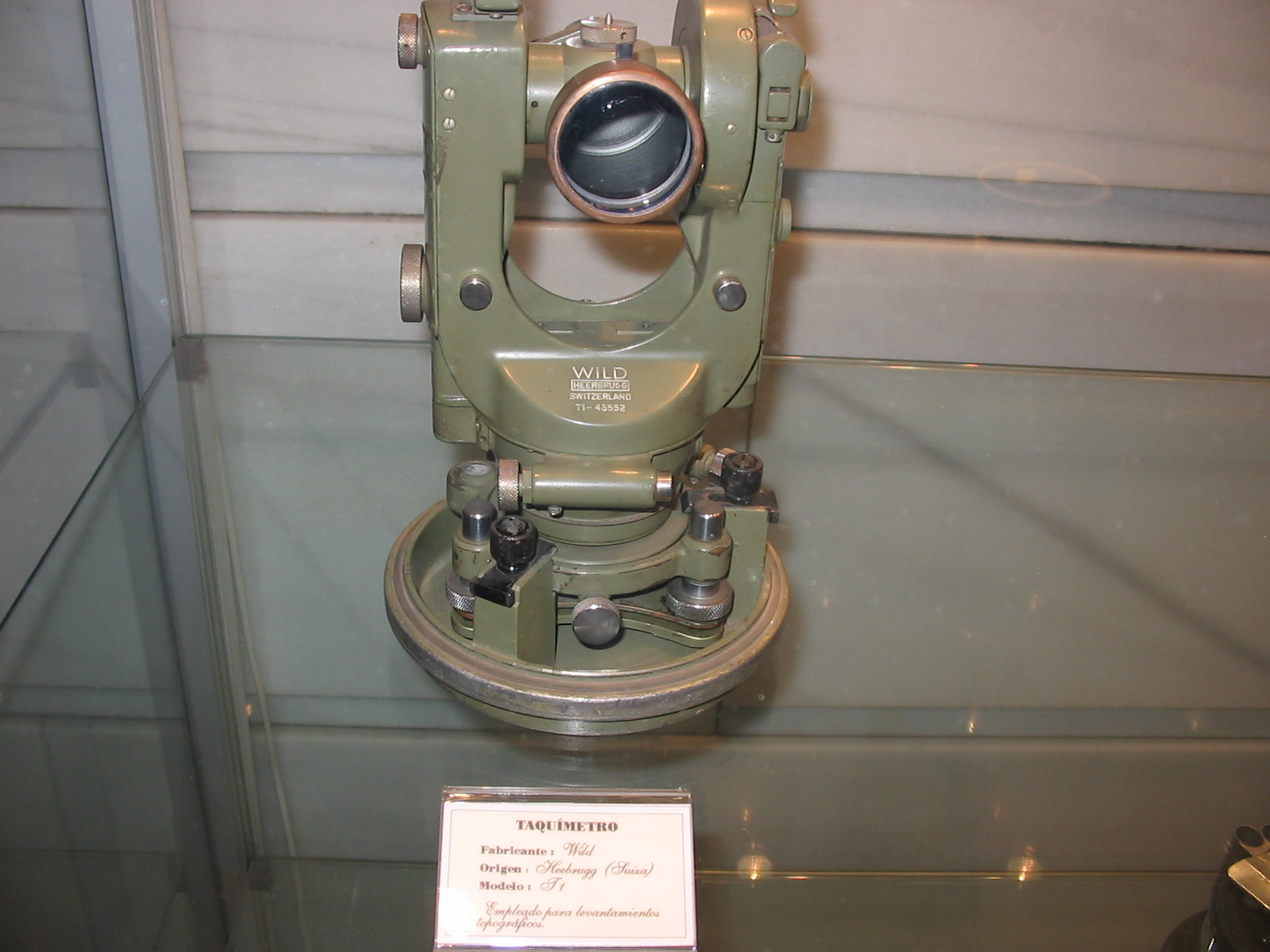
Tahimetru Wild în muzeul minelor din Madrid

Tahimetrul (din limba franceză: „tachymètre”) este un instrument topografic alcătuit dintr-un dispozitiv special, care permite determinarea pe cale optică a distanței până la un punct vizat, prin citire cu ajutorul unei mire așezate în acest punct. Este folosit în planimetrie, nivelment și tahimetrie, atât pentru lucrări principale cât și pentru ridicări de detaliu, cu ajutorul său măsurându-se unghiurile, distanțele și diferențele de nivel.

## Construcția și părțile componente
Tahimetrele de tip clasic sunt prevăzute cu cercuri gradate din metal și dispozitive de citire a unghiurilor cu vernier, microscop cu tambur și altele, iar cele moderne sunt prevăzute cu cercuri gradate din cristal și dispozitive de citire a unghiurilor formate din microscop cu reper, cu scăriță și altele. În schema de construcție a unui tahimetru de tip clasic, se includ următoarele părți componente principale și auxiliare:
- Construcția inferioară cuprinde suportul (ambaza) de la care pleacă trei brațe având fiecare un șurub de calare (calaj triunghiular). Din mijlocul suportului pornește o coloană scurtă, tubulară, care susține limbul și o coloană plină, concentrică, pe care este montată alidada. Axa geometrică a acestei coloane duble constituie axa verticală a instrumentului. Coloana are două brățări: cea inferioară, în legătură cu limbul, comandă mișcarea generală printr-un șurub de presiune micrometric, iar cea superioară, în legătură cu alidada, comandă mișcarea acesteia prin două șuruuburi. Mișcarea generală a aparatului este aceea a limbului împreună cu alidada (șurubul de presiune al alidadei fiind strâns). Alidada se poate mișca și independent, limbul rămânând fix;
- Cercul orizontal (Limbul) poartă gradațiile, în sensul mersului acelor unui ceasornic;
- Cercul alidad (Alidada) este concentric și în același plan orizontal cu limbul. De alidadă este fixată furca, care poartă lentilele vernierelor sau microscoapele, precum și axa orizontală a lunetei. Tot de alidadă sunt atașate nivelele cu bulă pentru aducerea alidadei în poziție orizontală, cu axul vertical în poziție perfect verticală. Pe alidadă sunt gradate și vernierele;
- Cercul vertical (Eclimetrul) este  așezat normal față de axa orizontală, cu centrul pe axă, și măsoară înclinațiile lunetei, adică unghiul vertical. Cum cercul vertical face corp cu luneta, indexul 0º al vernierului vertical trebuie să coincidă cu diviziunea 0º a cercului când luneta este perfect orizontală;
- Luneta tahimetrului este stadimetrică (pentru citirea distanțelor la stadie). Luneta este suspendată pe furca  alidadei, prin axa orizontală, la o înălțime care permite rotația completă în jurul axei sale. Luneta se compune din trei tuburi, centrate pe axa geometrică a ei: tubul obiectivului, al reticulului și al ocularului. Axa optică a lunetei este dreapta determinată de punctul de intersecție al firului central orizontal cu firul vertical al reticulului și de centrul optic al obiectivului. Neconcordanța între axa geometrică și axa optică constituie eroarea de colimație, care se rectifică prin acționarea șuruburilor diafragmei firelor reticulare.

Piesele anexe ale tahimetrului clasic sunt: nivelele cu bulă (libela), vernierele și micoscoapele, declinatorul, busola și trepiedul. Aceste piese anexe asigură posibilitatea instalării instrumentului în stație, dau mai multă precizie citirilor,  permit orientarea instrumentului, reglarea mișcărilor lui etc.